# Robert Larsson (arkitekt)

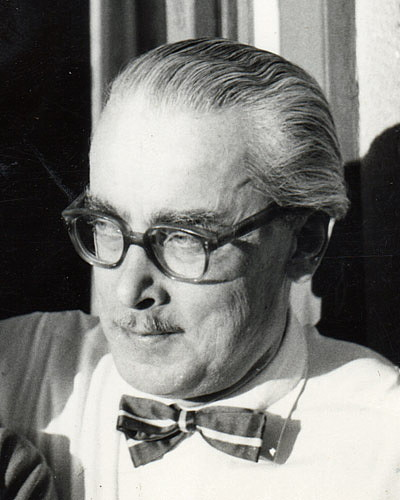
Robert Larsson.

Lars Robert Larsson, född 22 oktober 1908 i Lund, död 14 december 1981 i Kristianstad, var en svensk arkitekt.

## Biografi
Larsson, som var son till byggmästare Lars Larsson och Agnes Larsson. avlade studentexamen 1926 och utexaminerades från Kungliga Tekniska högskolan 1933. Han var anställd på privata och statliga arkitektkontor 1933–1937, stadsarkitekt i nordöstra Skånes distrikt 1938–1944 och i Kristianstads stad/kommun 1944–1973. Han bedrev egen arkitektverksamhet från 1933. 
Larsson var ordförande i Tekniska högskolans studentkårs avdelning för arkitektstudenter 1932 och styrelsesuppleant i Svenska Arkitekters Riksförbund 1947. Han var styrelseledamot i Skånes värderingsinstitut för fastigheter, värderingsman för Skånes stadshypotekförening och för Skånes bostadskreditkassa samt ledamot av civilförsvarsnämnden från 1942. Bland hans byggnader i Kristianstad står Tivolibadet i främsta rummet. Byggnaden byggdes ut och förändrades av tillbyggnader som dolde dess ursprungliga funktionalistiska stil. Han ritade förutom Tivolibadet, ålderdomshemmet Allögården och Kristianstads tingshus. Ett bostadshus på Kanalgatan 6 byggt 1936 ritat av Rober Larsson är välkänt. Boverket använder i en skrift  med skisser på bostäder från olika tidsepoker och stilar. I avsnittet om funkis är  Robert Larssons hus från 1936 typexemplet på funkis i Kristianstad.
Larsson var under en tid medarbetare vid arkitektkontoret Jaenecke & Samuelson i Malmö. Där ritade han tillsammans med Sten Samuelson bland annat Helgeandskyrkan i Lund (invigd 1968) och Lidingö stadshus (invigd 1975).